# دورا بيرتليس
دورا بيرتليس (بالإنجليزية: Dora Birtles)‏ (1903 في أستراليا - 1992 في أستراليا)؛ كاتِبة مُتخصِّصة في أدب الأطفال، صحفية، شاعرة وروائية أسترالية.

## روابط خارجية
- دورا بيرتليس على موقع IMDb (الإنجليزية)